# 基普蒂 (利維夫州)
基普蒂（羅馬化：Kipti）是烏克蘭西部利維夫州利維夫區多布羅辛-馬海里夫市鎮的村莊。該村面積0.9平方公里，海拔高度224米，2001年人口300，當中全部居民的母語均為烏克蘭語，人口密度每平方公里333人。